# Joanna Eden
Joanna Eden (Lincolnshire) is een Engels singer-songwriter en zanglerares. Volgens Stephen Thomas Erlewine van AllMusic wordt ze wel omschreven als "the U.K.'s answer to Diana Krall". Zij gaf zangles aan onder meer Sam Smith.

## Biografie
Eden werd geboren in Lincolnshire in Engeland. Haar vader was een professioneel muzikant en haar moeder toneeldocente. Ze besloot jazz te maken door de muziek die haar vader in haar jeugd luisterde, waaronder van Ella Fitzgerald. De goede ontvangst van haar tweede album My Open Eye uit 2007 leidde tot uitnodigingen om live-optredens te openen voor Jamie Cullum, Nerina Pallot en de Buena Vista Social Club. In 2018 jureerde ze in de talentenjacht All Together Now op BBC One.

## Discografie

### Solo
- A Little Bird Told Me, 1999
- My Open Eye, 2007
- Falling Out of Grace, 2013
- Truth Tree, 2018

### Joanna Eden Trio
- Moving Shadows, 2008